# 30177 Khashayar
30177 Khashayar è un asteroide della fascia principale. Scoperto nel 2000, presenta un'orbita caratterizzata da un semiasse maggiore pari a 2,3013846 UA e da un'eccentricità di 0,0644913, inclinata di 6,25560° rispetto all'eclittica.